# Carling Nhãn Đen

Logo của Carling Black Label

## Thông tin
Carling là một thương hiệu đang thuộc quyền sở hữu của công ty Molson Coors Brewing tại Nam Phi và được phân phối bởi SABMiller.
Carling Nhãn Đen (Tiếng Anh: Carling Black Label) là tên của một thương hiệu bia lớn ở Úc, Canada, Ireland, Vương quốc Anh và Nam Phi. Tại Thụy Điển nó được gọi là Carling Premier.

## Lịch sử
Carling lấy từ tên của Thomas Carling, một nông dân ở vùng Yorkshire, người đã chế tạo ra loại bia này. Gia đình ông sống ở cánh đồng phong phú của miền đông Canada, bây giờ là thành phố London, Ontario.
Carling cũng là nhà tài trợ đứng đầu của Cúp Liên đoàn bóng đá Anh bây giờ được gọi là Carling Cup.
Một trong những chuỗi quán rượu lớn nhất ở Anh, Wetherspoons, quyết định trong tháng 09 Năm 2009 rầng sẽ không cung cấp Carling nữa. Lý luận của họ là suy nghĩ rộng rãi để thúc đẩy giá cả, và họ đã ký vào một hợp đồng độc quyền bảy năm với hãng bia Đan Mạch Carlsberg.

## Thương Hiệu
- Carling Black Label là một bia được bán tại Canada và Nam Phi, là sản phẩm bán chạy nhất ở Nam Phi, với nồng độ cồn 5% ở Canada và 5,5% ở Nam Phi.
- Carling, trước đây gọi là Carling Black Label ở Vương quốc Anh, là bia bán chạy nhất tại Vương quốc Anh với nồng độ cồn là 4,1%.
- Carling Black Label Ice, thường được gọi đơn giản là "Black Ice", là một loại bia đá giá thấp được bán tại Canada với nồng độ cồn cao là 6,1%; bán như Molson Ice tại Hoa Kỳ bằng cách sử dụng một biến thể từ nhãn hiệu của Black Label Ice.
- Carling Lager là một chất bảo quản bia được bán tại Canada, không nên nhầm lẫn với Carling (Black Label).
- Carling Ice là một sản phẩm ủ băng từ dòng Carling.
- Carling Light là một biến thể nhẹ hơn của Carling Lager.
- Carling Premier là một dòng bia kem mạnh mẽ với một nồng độ cồn là 4,7%, được giới thiệu để kỷ niệm Carling, nhà tài trợ của FA Premier League vào năm 1992.
- Carling Extra Cold là một phiên bản ướp lạnh để bia lạnh hơn 2 °C, được sáng tạo vào năm 2002, và có sẵn trong các quán rượu Anh hiên nay.
- C2 là phiên bản rượu thấp của Carling, với nồng độ 2%. Nó đã được gắn thẻ, "The swift-one-at-lunch pint".
- Carling Black Label Supreme là một sản phẩm bia ủ mạnh mẽ với nồng độ cồn 8% và không tốn kém lắm.
- Carling Black Label Big 10 cũng không tốn kém, nhưng là một loại bia thậm chí còn mạnh hơn với một nồng độ cồn lên đến 10%.

### Nhãn Đen
Nhãn Đen (Tiếng Anh: Black Label) là một thương hiệu bia được biết đến trong suốt cựu Đế quốc Anh, nơi mà nó được biết đến với khẩu hiệu là "Này Mabel, Black Label!". Khẩu hiệu nổi tiếng nhất cho sản phẩm này là: "Tôi đặt cược ông uống Carling Black Label!". Trong một số quốc gia nó còn được gọi là Carling Black Label. Tuy nhiên, tại Vương quốc Anh hiện nay chỉ cần gọi là "Carling" - họ bỏ "Black Label" vào năm 2000, để đáp ứng nhu cầu công cộng cho một cuộc gọi thông tục tại quán bar (theo các công ty).
Black Label có tiếng lóng/tên đường phố của Zamalek tại Nam Phi, bởi vì nó được coi là một loại bia mạnh. Một khẩu hiệu nổi tiếng của Hà Lan Nam Phi cho Black Label ở Nam Phi là "Black Label sê die bybel", có nghĩa là "Kinh thánh nói rằng con người phải uống Black Label".

### Các thương hiệu lịch sử khác
Carling hiện là nhà tài trợ chính của hai CLB của Scotland là Rangers F.C. và Celtic F.C..
Carling là một nhà tài trợ chính của nhạc sống ở Anh, tài trợ cho địa điểm Academy Music Group (bao gồm cả Học viện Brixton) nhưng đã được thay thế bởi O2.
Carling là nhà tài trợ đầu tiên của giải đấu lớn ở Anh Premier League. Họ bắt đầu tài trợ vào năm 1993, một năm sau khi sáng tạo ra giải đấu, và tiếp tục cho đến năm 2001 khi họ kết thúc sự ủng hộ của họ và được thay thế bởi Barclaycard.